# Augusto Sagnotti
Augusto Sagnotti é um professor de física teórica na Scuola Normalesince desde 2005; Laurea em Engenharia Elétrica pela Universidade La Sapienza de Roma, em 1978; e Ph.D. em Física Teórica da Caltech, em 1983. Ele foi membro e professor da Universidade de Roma Tor Vergata de 1986 a 2005. Ele também é professor visitante em diversas instituições internacionais, incluindo o CERN, DESY, UCLA, Princeton, Universidade de Cambridge, Universidade de Oxford, e varias outras instituições de ensino superior. Sua atividade de pesquisa tem sido dedicada à quantização do campo gravitacional, a Teoria das Cordas, a Teoria de Campos Conformal  e Spin superior na teoria de gauge. A principal contribuição de Sagnotti a física é a análise das divergências de loop-duplo na teoria da Relatividade Geral de Einstein, foi o primeiro a propor, em 1987, que a teoria do tipo string que pode ser obtido como um orientifold da teoria das cordas de tipo IIB. Ele também contribuiu para o descoberta de uma teoria das supercordas incluindo duas cordas abertas e fechadas, não supersimétricas, mas livres de táquions.